# Мендоса, Луис Анхель
Луис Анхель Мендоса Эскамилья (исп. Luis Ángel Mendoza Escamilla; родился 3 февраля 1990 года, Монтеррей, Мексика) — мексиканский футболист, вингер.

## Клубная карьера
Мендоса — воспитанник клуба УАНЛ Тигрес. 19 февраля 2010 года в матче против «Сантос Лагуна» он дебютировал за команду в мексиканской Примере. Из-за отсутствия игровой практики по окончании сезона Луис перешёл на правах аренды в клуб Лиги Ассенсо «Ла-Пьедад». 14 августа 2011 года в матче против «Веракрус» он дебютировал во втором дивизионе Мексики. 16 октября в поединке против «Индиос» забил свой первый гол. В 2012 году Мендоса вновь был отдан в аренду, его новым клубом стал «Сан-Луис». 4 августа в матче против «Монаркас Морелия» он дебютировал за новую команду, заменив во втором тайме Мойсеса Веласко. 16 сентября в поединке против УНАМ Пумас Луис забил свой первый гол за «Сан-Луис».
В 2013 году Мендоса перешёл в столичную «Америку».1 августа в матче против «Леона» он дебютировал за команду из Мехико. 25 августа в поединке против «Монаркас Морелия» Луис сделал «дубль», забив свои первые голы за «Америку». В конце сезона Мендоса помог клубу завоевать серебряные медали первенства Мексики. В 2014 году Мендоса стал чемпионом Мексики.
В начале 2015 года Луис перешёл в «Сантос Лагуна». 18 января в поединке против «Крус Асуль» он дебютировал за новый клуб. 12 марта 2016 года в поединке против «Пачуки» Мендоса забил свой первый гол за «Сантос Лагуна». Летом того же года Луис перешёл в «Чьяпас». 17 июля в матче против своего бывшего клуба «Америки» он дебютировал за новую команду. 21 августа в поединке против «Монаркас Морелия» Мендоса забил свой первый гол за «Чьяпас».
Летом 2017 года Луис присоединился к «Тихуане». 12 августа в матче против «Пуэблы» он дебютировал за новый клуб. 23 августа в поединке против «Керетаро» Мендоса забил свой первый гол за «Тихуану». 14 марта 2018 года в матче Лиги чемпионов КОНКАКАФ против американского «Нью-Йорк Ред Буллз» Луис отметился забитым мячом. Летом 2018 года Мендоса перешёл в «Толуку». 28 июля в матче против «Пуэблы» он дебютировал за новую команду.

## Международная карьера
В октябре 2013 года Мендоса получил вызов в сборную Мексики для участие в товарищеском матче против сборной Финляндии, но на поле так и не вышел.

## Достижения
Командные
 «Америка»
- Чемпионат Мексики по футболу — 2014

 «Сантос Лагуна»
- Чемпионат Мексики по футболу — Клаусура 2015